# Skírnir
Skírnir er tidsskrift udgivet af det Det islandske litterære selskab (Hið íslenzka bókmenntafélag). Skírnir udkommer med to numre om året, et om foråret og et om efteråret, og indeholder først og fremmest videnskabelige artikler om litteratur, historie, filosofi og lignende. Tidsskriftet er udkommet uafbrudt siden det blev etableret i 1827, med undtagelse af året 1904, da det ikke udkom. Navnet Skírnir kommer fra den nordiske mytologi.

## Historie
Den danske lingvist Rasmus Rask rejste til Island i 1813 og boede der i to år for at lære sig sproget. Det var hans ide, at islændinge burde etablere et litterært selskab med en afdeling i Reykjavík og en i København, hvor et stort antal af islændinge boede. Selskabet blev etableret i 1816, året efter, at Rask var rejst tilbage til Danmark. Det blev besluttet ved det litterære selskabs møde i København den 16. september 1816, at de ville udgive en avis. Det blev til avisen der kaldtes Ízlendsk sagnabløð. Avisen udkom i 10 år, hvorefter det blev besluttet at udgive et tidsskrift i stedet og det skulle være i mindre format end avisen.
Første nummer udkom i København i efteråret 1827 og erstattede andre islandske tidsskrifter for lignende emner, som Det islandske litterære selskab havde publiceret tidligere. I begyndelsen indeholdt bladet nyheder, men omkring århundredeskiftet 1900 blev det ændret til et videnskabelig og kulturelt tidsskrift. Tidsskriftet blev printet i København frem til 1890, derefter i Reykjavík.
Skírnir er det ældste tidsskrift, som fortsat publiceres på Island og regnes for at være det ældste tidsskrift i Norden, der stadig udkommer.

## Redaktører fra 1827 - 2006
- Finnur Magnússon, 1827
- Þórður Jónassen, 1828–1829
- Baldvin Einarsson, 1830
- Þórður Jónassen, 1831–1835
- Konráð Gíslason og Jónas Hallgrímsson, 1836
- Jón Sigurðsson og Magnús Hákonarson, 1837
- Magnús Hákonarson, 1838
- Brynjólfur Pétursson, 1839–1841
- Gunnlaugur Þórðarson, 1844–1845
- Grímur Thomsen, 1846
- Gunnlaugur Þórðarson, 1847
- Gísli Magnússon og Halldór Friðriksson, 1848
- Gunnlaugur Þórðarson, 1849–1851
- Jón Guðmundsson, 1852
- Arnljótur Ólafsson og Sveinn Skúlason, 1853
- Sveinn Skúlason, 1854
- Arnljótur Ólafsson, 1855–1860
- Guðbrandur Vigfússon, 1861–1862
- Eiríkur Jónsson, 1863–1872
- Björn Jónsson, 1873–1874
- Eiríkur Jónsson, 1875
- Guðmundur Þorláksson, 1876
- Eiríkur Jónsson, 1877–1887
- Jón Stefánsson, 1888–1891
- Jón Stefánsson og Einar H. Kvaran, 1892
- Ólafur Davíðsson og Einar H. Kvaran, 1893
- Einar H. Kvaran, 1894–1895
- Jón Ólafsson, 1896–1902
- Þorsteinn Gíslason, 1903

(Skírnir udkom ikke i 1904)
- Guðmundur Finnbogason, 1905–1907
- Einar H. Kvaran, 1908–1909
- Björn Bjarnason, 1910–1912
- Guðmundur Finnbogason, 1913–1920
- Árni Pálsson, 1921–1929
- Einar Arnórsson, 1930
- Árni Pálsson, 1931–1932
- Guðmundur Finnbogason, 1933–1943
- Einar Ól. Sveinsson, 1944–1953
- Halldór Halldórsson, 1954–1967
- Ólafur Jónsson, 1968–1983
- Kristján Karlsson og Sigurður Líndal, 1984–1986
- Vilhjálmur Árnason, 1987–1988
- Vilhjálmur Árnason og Ástráður Eysteinsson, 1989–1994
- Jón Karl Helgason og Róbert H. Haraldsson, 1995–1999
- Svavar Hrafn Svavarsson og Sveinn Yngvi Egilsson, 2000–2005
- Halldór Guðmundsson, 2006 - 2012[3]
- Páll Valsson, 2012-

## Udgivelser
- Skírnir hos Timarit.is, alle udgaver af Skírnir fra 1827 til 1916.
- Skírnir 1848 (bind 22-24)
- Skírnir 1845 (bind 19-21)
- Skírnir 1842 (bind 16-18)
- Skírnir 1839 (bind 13-15)
- Skírnir 1836 (bind 10-12)
- Skírnir 1833 (bind 7-9)
- Skírnir 1827 (bind 1-7)